# Catachrese
Een catachrese (uit het Oudgrieks: κατάχρησις = verkeerd gebruik) is in de meeste gevallen een stijlfout, soms ook een stijlfiguur, waarbij een woord niet in zijn eigenlijke betekenis wordt gebruikt.
De catachrese als stijlfiguur wordt ook wel abusio genoemd.
Een catachrese kan op allerlei manieren ontstaan. De basis ervan kan bijvoorbeeld gelegen zijn in de semantiek. Doordat de betekenis van een bepaald woord in het geheugen van de taalgebruiker zeer dicht bij die van een ander woord ligt, is hij sterk geneigd deze twee woorden te verwisselen. Het gaat dan bijvoorbeeld om een positieve ervaring die via een bepaald zintuig (bv. de tong) verloopt. De ervaring wordt echter voorgesteld alsof zij via een ander zintuig zou verlopen, zoals in de zin:
- Dat heeft mooi gesmaakt.
in plaats van: goed

In ander gevallen is sprake van een verkeerde metonymie, bijvoorbeeld in de uitdrukking luidruchtige tranen.
Een catachrese kan ook enkel en alleen voortkomen uit de overeenkomst in vorm tussen bepaalde woorden. Hierbij spelen verschijnselen als homonymie en paronymie een belangrijke rol. Het ene woord wordt in een bepaalde context verwisseld met het andere, dat er in een bepaalde vorm homoniem mee is of er als gevolg van paronymie sterk op lijkt. Bijvoorbeeld:
- De bladeren van een boek.
in plaats van: bladzijden (blad "van een boom" en blad "bladzijde" zijn homoniemen).

In andere gevallen gaat het om twee woorden die in vorm weliswaar niet precies hetzelfde zijn, maar wel heel sterk op elkaar lijken:
- In mijn voordeel pleit weer dat ik van kroketten houd, al wil ik daar niet mee kroketteren.
in plaats van: koketteren